# Khanewal (Distrikt)
Der Distrikt Khanewal ist ein Verwaltungsdistrikt in Pakistan in der Provinz Punjab. Sitz der Distriktverwaltung ist die gleichnamige Stadt Khanewal.
Der Distrikt hat eine Fläche von 4349 km² und nach der Volkszählung von 2017 2.921.986 Einwohner. Die Bevölkerungsdichte beträgt 672 Einwohner/km². Im Distrikt wird zur Mehrheit die Sprache Panjabi gesprochen.

## Geschichte
Der Distrikt wurde 1985 aus Teilen von Multan geschaffen.

## Geografie
Der Distrikt befindet sich im Zentrum der Provinz Punjab, die sich im Westen von Pakistan befindet.
Der Distrikt grenzt an die Distrikte Jhang und Toba Tek Singh im Norden, Sahiwal im Osten, Vehari im Süden und Multan im Westen. Das Klima des Bezirks ist heiß und trocken. Die Sommersaison beginnt im April und dauert bis Oktober.

## Demografie
Zwischen 1998 und 2017 wuchs die Bevölkerung um jährlich 1,83 %. Von der Bevölkerung leben ca. 17 % in städtischen Regionen und ca. 83 % in ländlichen Regionen. In 466.390 Haushalten leben 1.484.692   Männer, 1.437.171 Frauen und 123 Transgender, woraus sich ein Geschlechterverhältnis von 103,3 Männer pro 100 Frauen ergibt und damit einen für Pakistan üblichen Männerüberschuss.
Die Alphabetisierungsrate in den Jahren 2014/15 bei der Bevölkerung über 10 Jahren liegt bei 58 % (Frauen: 48 %, Männer: 69 %) und liegt damit unter dem Durchschnitt der Provinz Punjab von 63 %.
| Jahr | Einwohnerzahl |
| ---- | ------------- |
| 1972 | 1.067.993     |
| 1981 | 1.369.766     |
| 1998 | 2.068.490     |
| 2017 | 2.921.986     |